# Bördekreis
Il Bördekreis era un circondario della Sassonia-Anhalt di 74.395 abitanti, che aveva come capoluogo Oschersleben.
Venne creato il 1º luglio 1994, accorpando i circondari di Oschersleben e Wanzleben, e raccogliendo parte del territorio del circondario di Staßfurt, al quale apparteneva il comune di Kroppenstedt. Il 1º aprile 2001 l'area è stata ridotta di dimensioni con l'incorporazione del comune di Beyendorf nella città di Magdeburgo. Il 1º luglio 2007 è stato poi unito con il circondario dell'Ohre, a formare il nuovo circondario della Börde.

## Città e comuni
(Abitanti al 31 dicembre 2006)
| Città 1. Gröningen (4.067) 2. Hadmersleben (1.845) 3. Kroppenstedt (1.624) 4. Oschersleben (17.394) 5. Seehausen (1.892) 6. Sülzetal (9.814) 7. Wanzleben (5.294) | Comuni 1. Altbrandsleben (347) 2. Am Großen Bruch (1.654) 3. Ausleben (1.941) 4. Barneberg (759) 5. Bottmersdorf (728) 6. Domersleben (1.143) 7. Drackenstedt (427) 8. Dreileben (597) 9. Druxberge (435) 10. Eggenstedt (282) 11. Eilsleben (2.221) 12. Groß Rodensleben (1.097) 13. Harbke (1.878) 14. Hohendodeleben (1.813) 15. Hornhausen (1.711) 16. Hötensleben (2.650) 17. Klein Rodensleben (577) 18. Klein Wanzleben (2.470) 19. Marienborn (511) 20. Ovelgünne (430) 21. Peseckendorf (224) 22. Schermcke (633) 23. Sommersdorf (1.084) 24. Ummendorf (1.036) 25. Völpke (1.577) 26. Wackersleben (723) 27. Wulferstedt (844) 28. Wefensleben (2.124) 29. Wormsdorf (549) |